# Tlagah (Banyuates)
Tlagah is een bestuurslaag in het regentschap Sampang van de provincie Oost-Java, Indonesië. Tlagah telt 8657 inwoners (volkstelling 2010).